# Dusetos

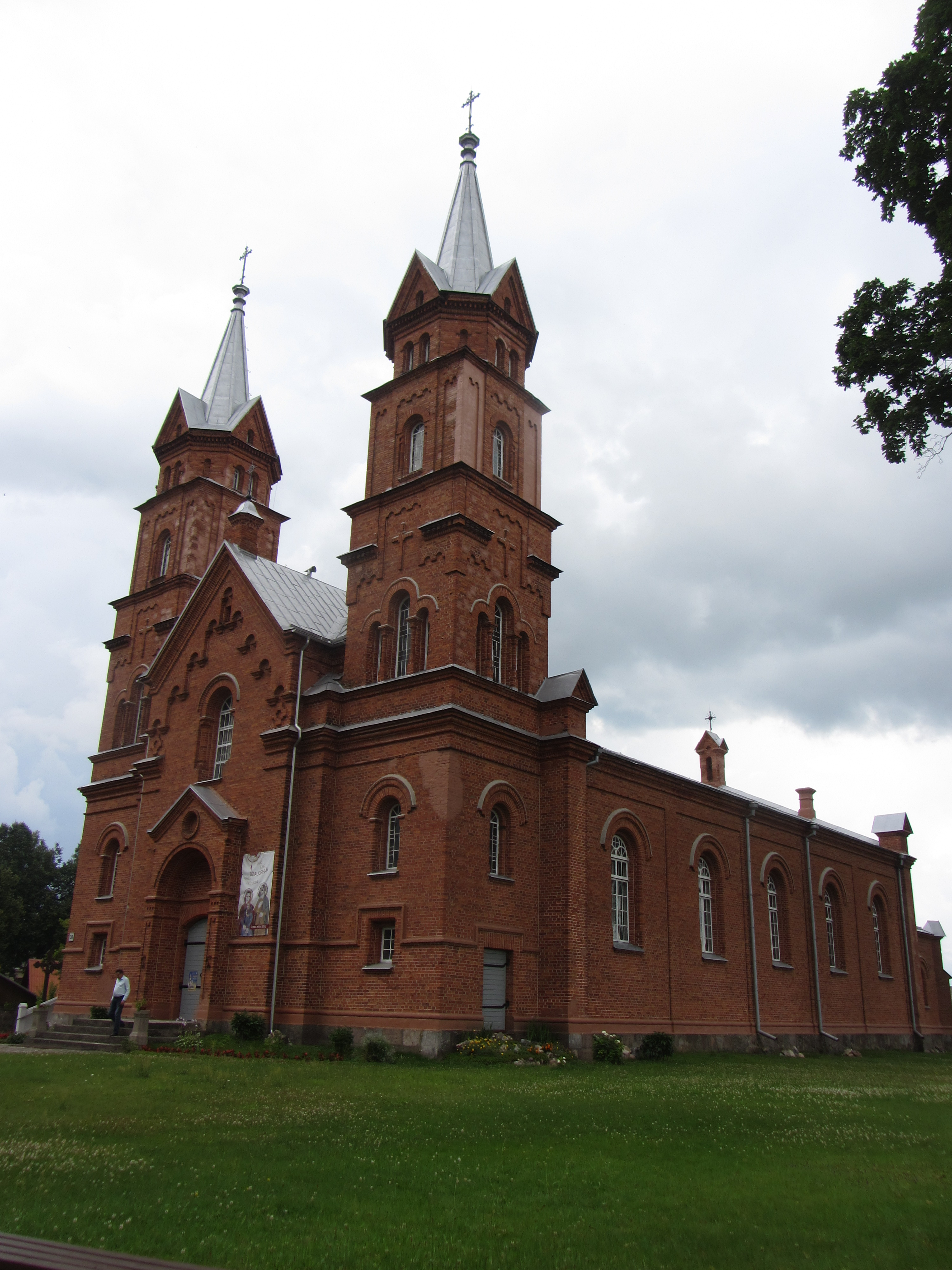
Katholische Dreifaltigkeitskirche in Dusetos, erbaut von 1886 bis 1888

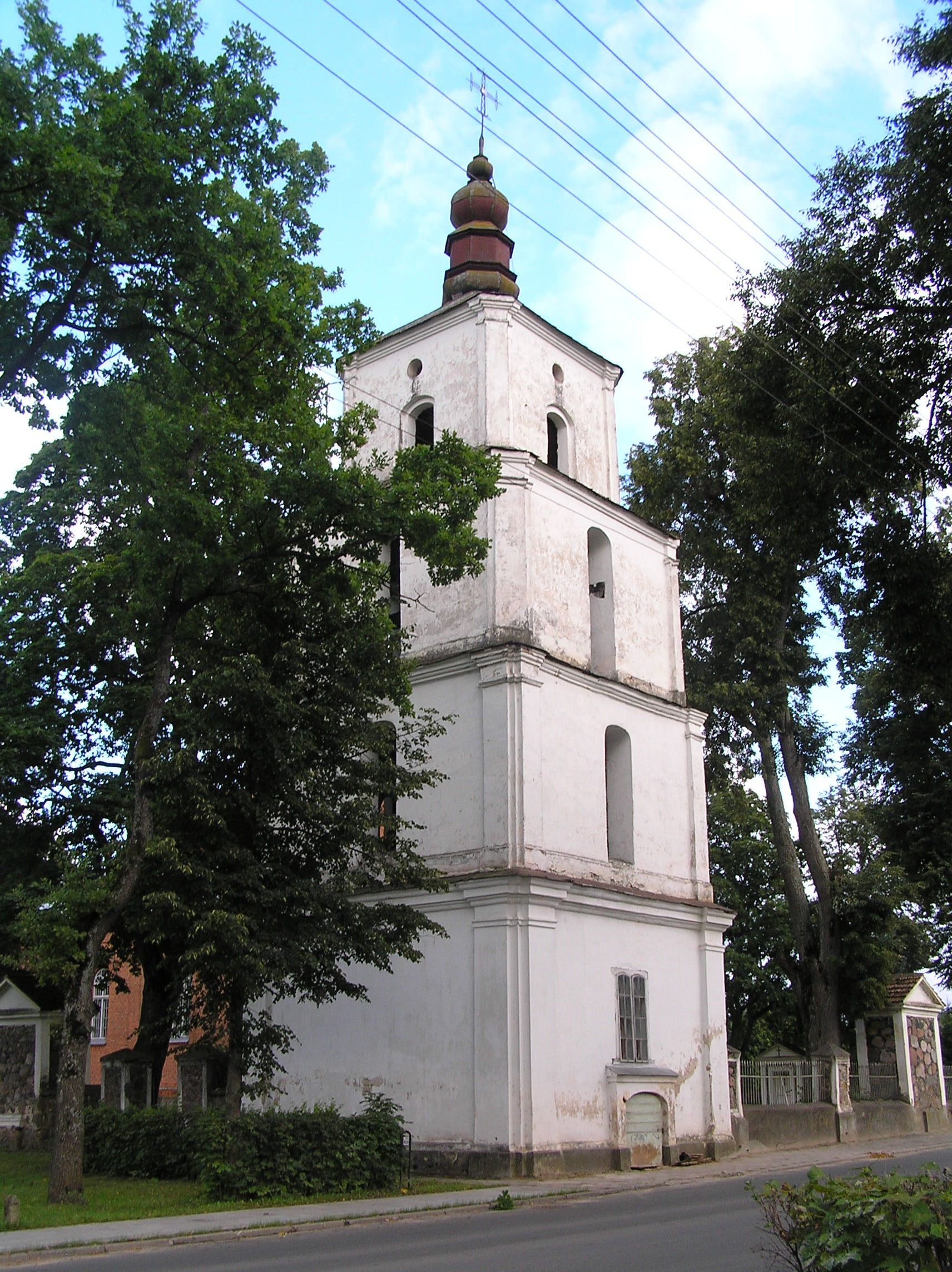
Glockenturm der Dreifaltigkeitskirche von 1744

Dusetos ist eine Stadt in der Rajongemeinde Zarasai, welche 25 Kilometer westlich von Zarasai im Regionalpark Sartai an der Šventoji und südlich des Sees Sartai liegt. Sie ist das Zentrum eines Amtsbezirkes mit zwei Unteramtsbezirken (Kregždynė und Šeškamiestis).  Die Kleinstadt mit 2054 Einwohnern (Stand 2012) wurde als Urbanistisches Schutzgebiet Dusetos ausgewiesen und beherbergt das Kazimieras-Būga-Gymnasium (ab 1975 mit dem landeskundlichen Museum), die Sonderschule Dusetos, eine Bibliothek (seit 1937), eine Kunstschule, ein Postamt und ein Kulturzentrum.

## Personen
- Bronius Juodelis (* 1924), Ökonom
- Elena Aižinienė-Atkočiūnaitė (1935–1984), Musikerin
- Algimantas Vladas Garsys (* 1942), Oberst
- Romualdas Malakauskas (* 1947), Musiker
- Albertas Broga (* 1951), Maler
- Algirdas Latėnas (* 1953), Regisseur
- Faustas Latėnas (1956–2020), Komponist und Politiker
- Kęstutis Macijauskas (* 1961),  Flottillenadmiral
- Benjaminas Sakalauskas (* 1955), Förster und Politiker